# Oxidatieve stress
Oxidatieve stress is een stofwisselingstoestand, waarbij meer dan een normale fysiologische hoeveelheid reactieve zuurstofverbindingen (ROS - reactive oxygen species) in de cel gevormd wordt of aanwezig is. Deze reactieve zuurstofverbindingen ontstaan tijdens de verschillende stappen in de stofwisseling van de mitochondriale elektronentransportketen en cytochroom P50 oxidasen. Het gaat hierbij om het superoxide-anionenradicaal O2−, waterstofperoxide (H2O2) en het hydroxylradicaal OH.
De reactieve zuurstofverbindingen beschadigen alle delen van de cel, inclusief proteïnen, lipiden en DNA.
Oxidatieve stress kan onder andere ontstaan door roken, medicijngebruik, overmatig alcoholgebruik, te lange blootstelling aan de zon, intensief sporten, obesitas, hypoglykemie, zoals aangeduid in een recente studie, depressie en inname van microplastics (via longen, maag-darmsysteem of huid).

## Gevolgen oxidatieve stress
Door oxidatieve stress vindt er oxidatieve afbraak van lipiden plaats, waardoor de cellen meer energie gaan gebruiken voor het stabiliseren van de celmembraan.     Ook vinden er oxidatieve proteïneveranderingen plaats en wordt door de oxidatieve stress het DNA beschadigd. Deze gevolgen van oxidatieve stress zijn mede verantwoordelijk voor het verouderingsproces.

## Bescherming tegen oxidatieve stress
Cellen en weefsels hebben verschillende mogelijkheden om zich te beschermen tegen oxidatieve stress:
- Antioxidante bescherming - enzymatische en niet-enzymatische radicaalafvangers en antioxidanten[1]
- Secundaire bescherming - Reparatiemechanismen van het DNA en geregelde afbraak van proteïnen (-turnover)[1]

### Vrije radicalen
Bij de oxidatieve fosforylering van de stofwisseling worden vrije radicalen gevormd, die vooral het mitochondriale DNA beschadigen, doordat ze dicht bij het mitochondriale DNA zitten.
De nettoreactie bij de oxidatieve fosforylering in de cellen is de exergone reactie van zuurstof- met waterstofionen, waarbij water gevormd wordt. Reacties vinden spontaan plaats als de deelnemende atomen door een nieuwe ordening een edelgasconfiguratie bereiken, waarbij de elektronen in de buitenste schil de configuratie van de elektronen van een edelgas hebben. Bij zo'n configuratie heeft zuurstof acht en waterstof twee elektronen in de buitenste elektronenschil. Zuurstofatomen hebben zes valentie-elektronen, en waterstof één. Vormen beide een verbinding met elkaar waarbij water gevormd wordt, dan is voor alle drie de atomen de edelgasconfiguratie bereikt. De hierbij vrijkomende energie kan door het organisme verder benut worden. Ondanks uitgebreide beschermingsmechanismen bindt in twee procent van de gevallen slechts één waterstofatoom zich met één zuurstofatoom, waarbij dan een vrije radicaal het resultaat is.